# Valdomiro
Valdomiro Vaz Franco, conocido deportivamente como Valdomiro, (n. Criciúma, 17 de febrero de 1946) es un exfutbolista brasileño, que jugaba de delantero y que militó mayoritariamente en diversos clubes de Brasil y en uno de Colombia (único país donde jugó en el extranjero) y fue internacional con la Selección de Brasil, llegando a participar en la Copa Mundial de Alemania Federal de 1974. Es plenamente identificado hasta la actualidad con el Internacional de su país, club en el que detenta el honor de ser el futbolista con más presencias, además de ser su cuarto goleador histórico.

## Selección nacional
Con la Selección de Brasil, disputó 23 partidos internacionales y anotó solo 5 goles. Incluso participó con la selección brasileña, en una sola edición de la Copa Mundial. 
La única participación de Valdomiro en un mundial fue en la edición de Alemania Federal 1974, donde su selección obtuvo el cuarto lugar.

### Participaciones en Copas del Mundo
| Mundial              | Sede     | Resultado    |
| -------------------- | -------- | ------------ |
| Copa Mundial de 1974 | Alemania | Cuarto lugar |

## Clubes
| Club          | País     | Año         |
| ------------- | -------- | ----------- |
| Comerciario   | Brasil   | 1965 - 1967 |
| Perdigao      | Brasil   | 1968        |
| Internacional | Brasil   | 1968 - 1980 |
| Millonarios   | Colombia | 1980 - 1981 |
| Internacional | Brasil   | 1982        |

## Palmarés

### Como futbolista

#### Torneos regionales
| Título                 | Club          | Estado             | Año  |
| ---------------------- | ------------- | ------------------ | ---- |
| Campeonato Catarinense | Criciúma      | Santa Catarina     | 1968 |
| Campeonato Gaúcho      | Internacional | Río Grande del Sur | 1969 |
| Campeonato Gaúcho      | Internacional | Río Grande del Sur | 1970 |
| Campeonato Gaúcho      | Internacional | Río Grande del Sur | 1971 |
| Campeonato Gaúcho      | Internacional | Río Grande del Sur | 1972 |
| Campeonato Gaúcho      | Internacional | Río Grande del Sur | 1973 |
| Campeonato Gaúcho      | Internacional | Río Grande del Sur | 1974 |
| Campeonato Gaúcho      | Internacional | Río Grande del Sur | 1975 |
| Campeonato Gaúcho      | Internacional | Río Grande del Sur | 1976 |
| Campeonato Gaúcho      | Internacional | Río Grande del Sur | 1978 |
| Campeonato Gaúcho      | Internacional | Río Grande del Sur | 1982 |

#### Torneos nacionales
| Título               | Club          | País   | Año  |
| -------------------- | ------------- | ------ | ---- |
| Campeonato brasileño | Internacional | Brasil | 1975 |
| Campeonato brasileño | Internacional | Brasil | 1976 |
| Campeonato brasileño | Internacional | Brasil | 1979 |